# クリープ・ショー
　
『クリープ・ショー』は、2018年4月11日に発売されたCreepy Nutsの1枚目のフルアルバム。

## 概要
ソニー・ミュージックエンタテインメントのレーベル「クリーパーズ」からメジャーデビュー後初のフルアルバム。リリース後、全国各地でワンマンツアー「クリープ・ショー 2018」が開催される。

## 収録曲
| 全作詞: R-指定、全作曲: DJ松永（#3, 作曲: Jordan Tarlow, Bernard Yin）。 |                                |           |                                                 |                           |      |
| #                                                                        | タイトル                       | 作詞      | 作曲・編曲                                      | 編曲                      | 時間 |
| 1.                                                                       | 「手練手管」                   | R-指定    | DJ松永 （#3, 作曲: Jordan Tarlow, Bernard Yin） | DJ松永                    | 3:32 |
| 2.                                                                       | 「ぬえの鳴く夜は」             | R-指定    | DJ松永 （#3, 作曲: Jordan Tarlow, Bernard Yin） | DJ松永                    | 3:54 |
| 3.                                                                       | 「助演男優賞」                 | R-指定    | DJ松永 （#3, 作曲: Jordan Tarlow, Bernard Yin） | DJ松永                    | 3:59 |
| 4.                                                                       | 「紙様」                       | R-指定    | DJ松永 （#3, 作曲: Jordan Tarlow, Bernard Yin） | DJ松永                    | 3:19 |
| 5.                                                                       | 「Stray Dogs」                 | R-指定    | DJ松永 （#3, 作曲: Jordan Tarlow, Bernard Yin） | DJ松永/スクラッチ: DJ松永 | 2:59 |
| 6.                                                                       | 「新・合法的トビ方ノススメ」   | R-指定    | DJ松永 （#3, 作曲: Jordan Tarlow, Bernard Yin） | DJ松永                    | 4:04 |
| 7.                                                                       | 「俺から退屈を奪わないでくれ」 | R-指定    | DJ松永 （#3, 作曲: Jordan Tarlow, Bernard Yin） | DJ松永                    | 3:29 |
| 8.                                                                       | 「かいこ」                     | R-指定    | DJ松永 （#3, 作曲: Jordan Tarlow, Bernard Yin） | DJ松永                    | 4:11 |
| 9.                                                                       | 「トレンチコートマフィア」     | R-指定    | DJ松永 （#3, 作曲: Jordan Tarlow, Bernard Yin） | DJ松永/スクラッチ: DJ松永 | 3:55 |
| 10.                                                                      | 「だがそれでいい」             | R-指定    | DJ松永 （#3, 作曲: Jordan Tarlow, Bernard Yin） | プロデュース: DJ松永      | 4:34 |
| 11.                                                                      | 「月に遠吠え」                 | R-指定    | DJ松永 （#3, 作曲: Jordan Tarlow, Bernard Yin） | DJ松永                    | 4:02 |
| 12.                                                                      | 「スポットライト」             | R-指定    | DJ松永 （#3, 作曲: Jordan Tarlow, Bernard Yin） | DJ松永                    | 3:46 |
| 合計時間:                                                                | 合計時間:                      | 合計時間: | 45:44                                           |                           |      |

### 曲解説
1. 手練手管
Creepy Nutsとしての自分たちを表現した内容となっている[3]。
2. ぬえの鳴く夜は
アルバムリード曲[2]。映画『悪霊島』のキャッチコピーにインスピレーションを受け制作され、ナズの楽曲のフレーズも引用されている[4]。サンプリング元はSPARK!!SOUND!!SHOW!!のZINE Single 『NEW!!』から「Swinga!」となる。後に、『NU BLACK』というAlbumで「Swinga!」に客演としてR-指定が参加している。
3. 助演男優賞
2ndミニアルバム『助演男優賞』収録曲。本アルバム発売直前、地域発信型映画『たまえのスーパーはらわた』の主題歌に抜擢された。
4. 紙様
ドラマ『新・ミナミの帝王』第14・15作主題歌。
5. Stray Dogs
ストリートスラングを多用しながら風俗についてラップした楽曲[4]。
6. 新・合法的トビ方ノススメ
1stミニアルバム「たりないふたり」収録曲のリアレンジ。SPARK!!SOUND!!SHOW!!が演奏。『ニンジャスレイヤー フロムコンピレイシヨン 「伐」』に収録された『合法的トビ方ノススメ SPARK!!SOUND!!SHOW!!ブチ上げ♂ Cherry boy REMIX!!!!』に近しいバンドアレンジとなっている[5]。
7. 俺から退屈を奪わないでくれ
退屈の大切さが歌われているが、様々な捉え方ができるよう具体的な表現が削られている[4]。
8. かいこ
ロッテ「キシリトールガム」キャンペーン曲。「味」というお題からいかに遠ざかれるかを目指して制作された[6]。
9. トレンチコートマフィア
2014年にDJ松永のアルバム『サーカス・メロディー』で「DJ松永 feat. R-指定」名義で発表した楽曲で、当時の自分の感情に勝てないという理由から再録ではなく当時の音源が収録されている[3]。R-指定は、ことの重大さがわかる今ならトレンチコートマフィアという言葉は使わないとも述べている[3]。
10. だがそれでいい
1stシングル「高校デビュー、大学デビュー、全部失敗したけどメジャーデビュー。」収録曲。前曲を救済する意味で前曲からの流れを意識した曲順になっている[7]。
11. 月に遠吠え
3拍子（厳密には12/8拍子）の楽曲で、同じ拍子のSCARSでのBESの楽曲「1step, 2step」を参考に制作された[7]。
12. スポットライト
TOKYO MXの番組『S Rocks』オープニングテーマ[8]。過去の楽曲を踏まえて先へ進むための内容になっており、アルバムの軸となった楽曲[3]。
2020年10月からは、テレビ朝日系列で放送されているバラエティ番組『かまいガチ』のテーマソングとして使用されている。